# SEAT Toledo
La SEAT Toledo è un'automobile prodotta dalla SEAT a partire dal 1991 al 2018. Ne sono state prodotte quattro serie: le prime due, prodotte rispettivamente dal 1991 al 1998 e dal 1998 al 2004, sono state disegnate da Giorgetto Giugiaro, mentre la terza, prodotta dal 2004 al 2009 è opera del centro stile della marca diretto da Walter de Silva. Tra la terza e la quarta serie il modello è stato sostituito nei cataloghi della casa spagnola dalla SEAT Exeo. Tutte le serie condividono le piattaforme con altri modelli del gruppo Volkswagen.

## Prima serie (1991-1998)

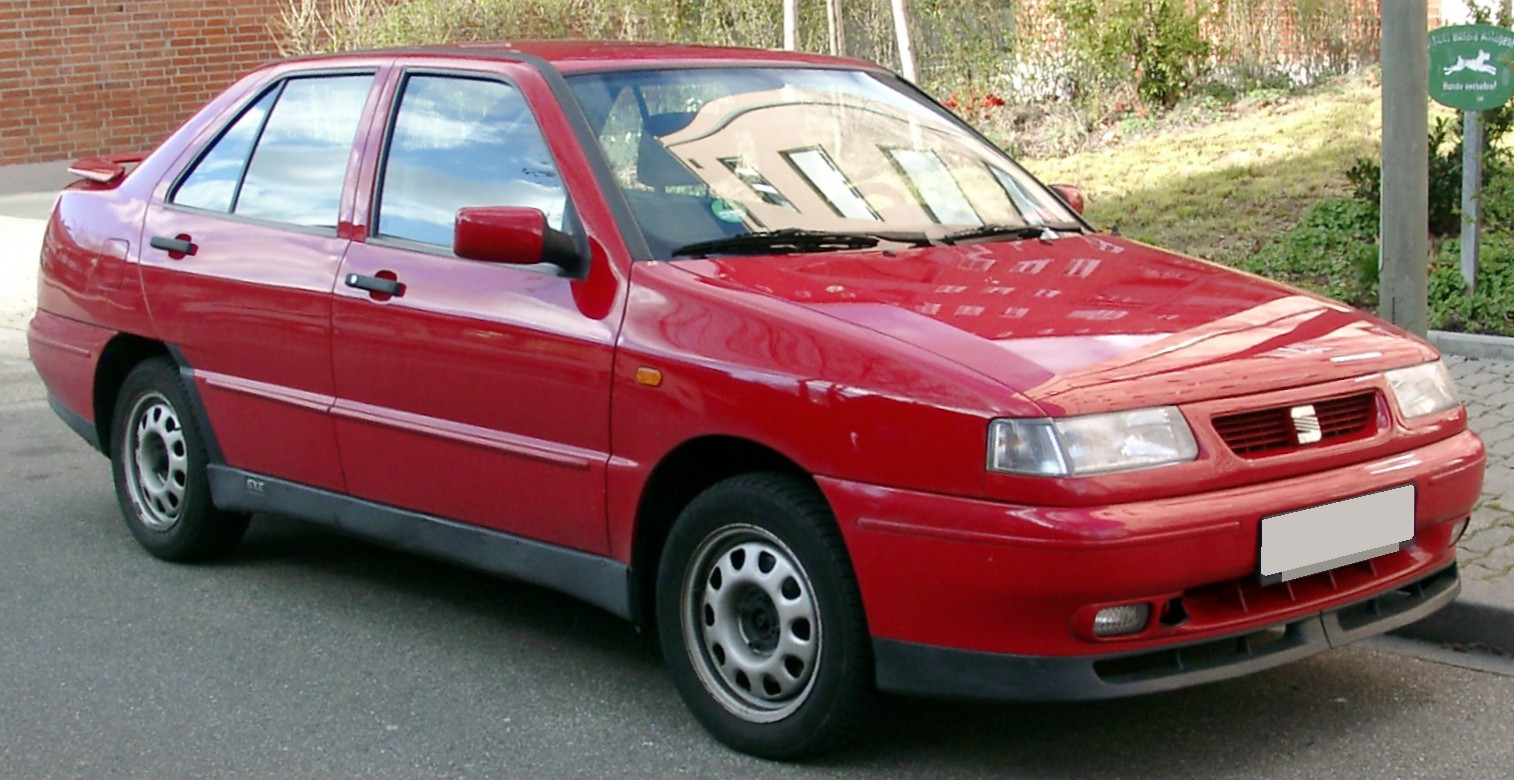
Seat Toledo facelift 1996

Introdotta nel 1991 in parziale sostituzione della SEAT Málaga, la Toledo prima serie fu la prima autovettura della casa spagnola sviluppata interamente assieme a Volkswagen. Basata sulla seconda serie della Volkswagen Golf, era una berlina a tre volumi con la particolarità del portellone posteriore, con una collocazione commerciale tra i segmenti C e D.
L'auto ebbe un buon successo commerciale, e nel 1992 vinse anche l'"Oscar del traino", un premio della rivista "Auto caravan notizie" assegnato alla vettura in commercio che risultava essere maggiormente predisposta al traino.
Nel 1996 fu effettuato un facelift con il quale furono modificati i paraurti, la calandra e altri particolari esterni e interni; furono inoltre introdotti i motori Diesel a iniezione diretta.

### Motorizzazioni
| Modello              | Disponibilità        | Motore  | Cilindrata (cm³) | Potenza massima | Coppia massima (Nm) | Emissioni CO2 (g/km) | 0–100 km/h (secondi) | Velocità max (km/h) | Consumo medio (km/l) |
| 1.6 cat.             | dall'esordio al 1997 | Benzina | 1595             | 52 kW (71 CV)   | 124                 | n.d.                 | 13,0                 | 170                 | 13,4                 |
| 1.6/100 CV cat.      | dal 1997 al 1999     | Benzina | 1595             | 74 kW (100 CV)  | 140                 | n.d.                 | 11,3                 | 180                 | 12,1                 |
| 1.8 cat.             | dall'esordio al 1997 | Benzina | 1781             | 66 kW (90 CV)   | 145                 | n.d.                 | 12,0                 | 182                 | 13,4                 |
| 1.8 16V cat.         | dall'esordio al 1996 | Benzina | 1781             | 92 kW (125 CV)  | 160                 | n.d.                 | 9,4                  | 205                 | 11,2                 |
| 2.0 cat.             | dall'esordio al 1996 | Benzina | 1984             | 85 kW (116 CV)  | 166                 | n.d.                 | 10,5                 | 196                 | 12,1                 |
| 2.0 16V cat.         | dal 1994 al 1998     | Benzina | 1984             | 110 kW (150 CV) | 180                 | n.d.                 | 8,4                  | 218                 | 11,2                 |
| 1.9 Diesel cat.      | dal 1994 al 1998     | Diesel  | 1896             | 50 kW (68 CV)   | 127                 | n.d.                 | 16,5                 | 165                 | 17,6                 |
| 1.9 Turbodiesel cat. | dall'esordio al 1998 | Diesel  | 1896             | 55 kW (75 CV)   | 140                 | n.d.                 | 14,9                 | 171                 | 16,0                 |
| 1.9 TDI cat.         | dal 1995 al 1998     | Diesel  | 1896             | 66 kW (90 CV)   | 202                 | n.d.                 | 12,7                 | 182                 | 20,7                 |
| 1.9 TDI/110 CV cat.  | dal 1997 al 1998     | Diesel  | 1896             | 81 kW (110 CV)  | 235                 | n.d.                 | 11,2                 | 193                 | 19,0                 |

## Seconda serie (1998-2004)
La seconda serie, lanciata nel 1998, era basata sulla medesima piattaforma di VW Golf IV, Audi A3 e Škoda Octavia. La carrozzeria diventò berlina a 4 porte perdendo il portellone posteriore, ma dalla Toledo fu ricavato un modello a 5 porte hatchback senza coda: la León, con cui la SEAT si inseriva tra le classiche medie del segmento C. SEAT aveva seguito in sostanza lo schema che la casa madre Volkswagen utilizzava per i modelli Golf e Bora, oppure la FIAT per i modelli Bravo/Brava/Marea: auto derivate dalle medesime piattaforme e che condividevano gran parte dei componenti della carrozzeria e dell'abitacolo.
Nella strategia del gruppo Volkswagen, la nuova Škoda Octavia risultava simile alla prima serie della Toledo, per via della coda con terzo volume dotato di portellone unico e per il fatto di presentarsi a metà tra i segmenti C e D.
La Toledo incorporava invece tecnologie (motori turbo, TDI da 150 CV, trazione integrale, motori a 5 cilindri) che contribuivano a distaccarla dalla Škoda Octavia e dalle vetture del segmento C in generale. Per questo si poteva abbandonare la definizione di auto a cavallo tra due segmenti, mentre si poteva parlare di una collocazione nel subsegmento C "Premium", dove si cercava di offrire tecnologia e dotazioni a prezzi inferiori rispetto al segmento D, con rivali come Volkswagen Bora, Volvo S40 e Rover 400. Nel nord Europa invece rimase la definizione precedente.
A motivo di una maggiore integrazione industriale, l'auto veniva prodotta in Belgio assieme alla Golf, ma una volta entrata in produzione la León, la Spagna riguadagnò l'assemblaggio di un modello. 

### Motorizzazioni
| Modello               | Disponibilità    | Motore  | Cilindrata (cm³) | Potenza massima | Coppia massima (Nm) | Emissioni CO2 (g/km) | 0–100 km/h (secondi) | Velocità max (km/h) | Consumo medio (km/l) |
| 1.4 16V cat.          | dal 2000 al 2001 | Benzina | 1390             | 55 kW (75 CV)   | 128                 | n.d.                 | 12,5                 | 170                 | 13,6                 |
| 1.6 cat.              | dal 1999 al 2000 | Benzina | 1595             | 74 kW (101 CV)  | 145                 | n.d.                 | 11,5                 | 188                 | 12,3                 |
| 1.6 16V cat.          | dal 2000 al 2004 | Benzina | 1598             | 77 kW (105 CV)  | 148                 | 166                  | 10,9                 | 192                 | 13,4                 |
| 1.8 20V cat.          | dal 1999 al 2004 | Benzina | 1781             | 92 kW (125 CV)  | 173                 | 211                  | 12,7                 | 197                 | 10,8                 |
| 1.8 20V T/180 CV cat. | dal 2002 al 2004 | Benzina | 1781             | 132 kW (179 CV) | 235                 | 204                  | 7,6                  | 229                 | 11,1                 |
| 2.3 V5 cat. 20 V      | dal 1999 al 2002 | Benzina | 2325             | 125 kW (170 CV) | 220                 | n.d.                 | 8,5                  | 220                 | 10,5                 |
| 1.9 TDI cat.          | dal 1999 al 2002 | Diesel  | 1896             | 66 kW (90 CV)   | 210                 | n.d.                 | 13,0                 | 180                 | 18,7                 |
| 1.9 TDI/110 CV cat.   | dal 1999 al 2004 | Diesel  | 1896             | 81 kW (110 CV)  | 235                 | 135                  | 11,2                 | 193                 | 18,4                 |
| 1.9 TDI/150 CV cat.   | dal 2001 al 2004 | Diesel  | 1896             | 110 kW (150 CV) | 320                 | 143                  | 8,9                  | 215                 | 17,6                 |

## Terza serie (2004-2009)

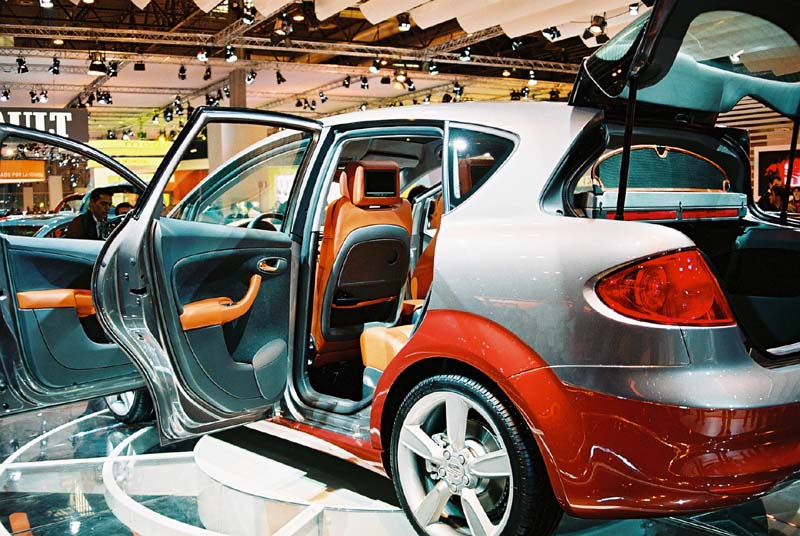
Il prototipo al Salone di Madrid

La terza serie è stata introdotta nel 2004, con un'impostazione completamente differente dalle prime due. Abbandonando la classica carrozzeria berlina tre volumi, è stata proposta una soluzione intermedia tra una MPV e una berlina; il frontale e il pianale erano ripresi dall'Altea, mentre la zona posteriore presentava un accenno di coda che, unito al particolare andamento del terzo montante e del lunotto, suggeriva l'idea di un "terzo volume".
Sotto la carrozzeria, la Toledo usava le componenti della Golf V e i motori erano tutti già usati per altre auto del gruppo Volkswagen, con potenze comprese tra 102 e 150 CV per i benzina e da 105 a 140 CV per i Diesel. Nel 2006 sono stati resi disponibili il 2 litri TDI da 170 CV e il cambio Tiptronic per la 2.0 FSI. Un motore da 1,8 litri a benzina con turbocompressore è stato aggiunto nel 2007.
La terza serie della Toledo non ha avuto successo e dopo meno di cinque anni dalla sua introduzione è stata cancellata. Le ultime unità sono state prodotte prima dell'estate 2009 e in settembre SEAT ha confermato la fine della produzione e il ritiro definitivo dai listini.

### Motorizzazioni
| Modello | Disponibilità    | Motore  | Cilindrata (cm³) | Potenza massima | Coppia massima (Nm) | Emissioni CO2 (g/km) | 0–100 km/h (secondi) | Velocità max (km/h) | Consumo medio (km/l) |
| 1.6     | dal 2004 al 2009 | Benzina | 1595             | 75 kW (102 CV)  | 148                 | 185                  | 12,9                 | 181                 | 12,5                 |
| 2.0 FSI | dal 2004 al 2007 | Benzina | 1984             | 110 kW (150 CV) | 200                 | 200                  | 9,7                  | 206                 | 11,4                 |
| 1.9 TDI | dal 2004 al 2009 | Diesel  | 1896             | 77 kW (105 CV)  | 250                 | 145                  | 12,4                 | 183                 | 18,0                 |
| 2.0 TDI | dal 2005 al 2009 | Diesel  | 1968             | 103 kW (140 CV) | 320                 | 160                  | 9,9                  | 201                 | 16,1                 |

## Quarta serie (2013-2018)

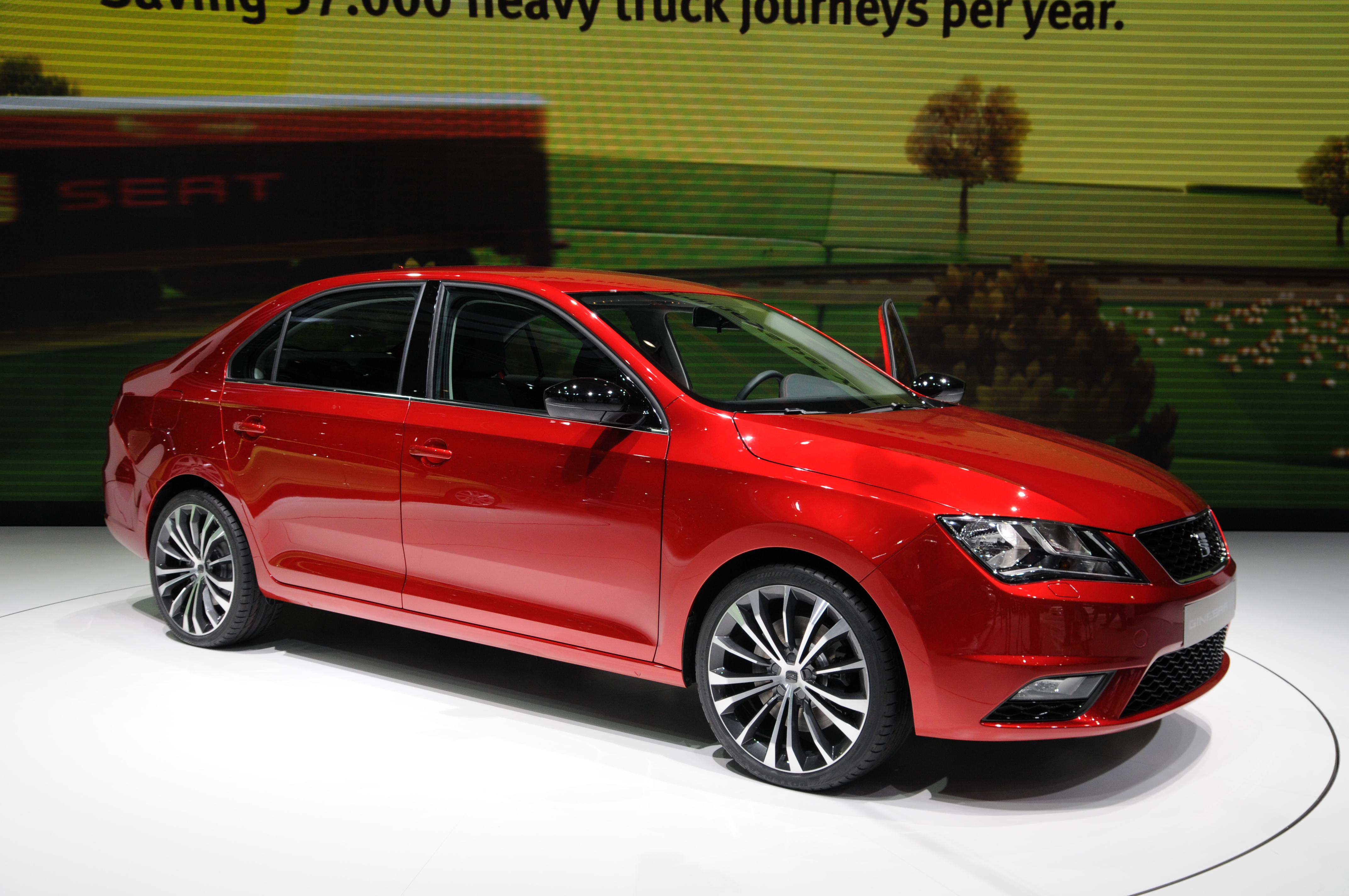
SEAT Toledo Concept a Ginevra

Una concept car basata sul modello di produzione della quarta serie della Toledo è stata presentata al Salone dell'automobile di Ginevra 2012. Questo veicolo è strettamente correlato alla Škoda Rapid, ed entrambi si basano su un adattamento del pianale della Volkswagen Polo Mk5.
La Toledo ha incominciato le vendite in Spagna e in Portogallo verso la fine del 2012 e nel resto dell'Europa e in Nord America nei primi mesi del 2013, con la nuova Toledo che si piazza tra la Ibiza e la León. Nei paesi di lingua italiana (Italia, Svizzera italiana, San Marino), dopo un iniziale periodo di commercializzazione, è stata ritirata dal mercato.

## Modelli derivati
Una volta uscita di produzione la prima serie della Toledo, SEAT ha ceduto i diritti e le linee di montaggio alla cinese Chery, che con alcune modifiche ha realizzato il modello Windcloud e il successivo Cowin.